# Kiko Mizuhara
Audrie Kiko Daniel (Dallas, Texas, Estados Unidos, 15 de octubre de 1990), conocida por su nombre artístico de Kiko Mizuhara (水原 希子 Mizuhara  Kiko?), es una actriz, modelo y diseñadora de moda estadounidense.
Mizuhara comenzó su carrera como modelo a la edad de doce años, tras participar en un concurso para la revista Seventeen, en el cual los lectores podrían seleccionar un nuevo rostro para la revista acorde a sus gustos. Más adelante, firmó contratos con las revistas ViVi y MAQUIA Magazine. Mizuhara realizó su debut como actriz en 2010, interpretando a Midori en la película Noruwei no Mori. Desde su debut ha aparecido en numerosos filmes y doramas como Yae no Sakura, Shitsuren Chocolatier y Nobunaga Concerto.
En 2011 y 2013, respectivamente, fue presentada como cantante en "The Burning Plain" de Towa Tei y en la canción No Way de M-Flo, como parte de su álbum Neven. Mizuhara también ha colaborado con la línea de ropa Opening Ceremony, y las cantantes Rihanna y Beyoncé han llevado sus diseños. Mizuhara ha sido asociada con dicha línea de ropa por cuarta vez, ganando reconocimiento como una estudiante destacada de entre los colaboradores de Opening Ceremony. En 2014, Mizuhara fue incluida como parte de Business of Fashion 500: The People Shaping the Global Fashion Industry.

## Primeros años
Mizuhara nació bajo el nombre de Audrie Kiko Daniel en la ciudad de Dallas, Texas, el 15 de octubre de 1990. Cuando tenía dos años de edad se trasladó junto a su familia a Kōbe, Japón. Su padre, Todd Daniel, es un estadounidense nativo de Texas, mientras que su madre, Yae Toyama, es una coreana zainichi oriunda de Nagasaki. Tiene una hermana cuatro años menor, Ashley Yūka Daniel, quien también trabaja en la industria del modelaje bajo el nombre de Yūka Mizuhara. Cuando tenía trece años, sus padres se divorciaron y su padre regresó a los Estados Unidos, mientras que Mizuhara permaneció en Japón junto a su madre y hermana.

## Carrera

### Modelaje
En 2003, Mizuhara participó en un concurso y ganó una audición para la revista Seventeen. En la audición, fue elegida como Miss Seventeen y se convirtió en modelo exclusiva para la revista durante los próximos tres años. A la edad de dieciséis, se mudó a Tokio dejando a su madre y hermana en Kōbe con el objetivo de progresar en su carrera en el modelaje. En julio de 2007, Mizuhara se convirtió en modelo para la revista de moda ViVi.
Desde 2008, Mizuhara ha sido modelo de pasarela regular en el Tokyo Girls Collection. Su debut internacional se dio en el evento The Paris Collections in Olympia Le Tan's de primavera/verano en 2014. En el mismo año, Mizuhara fue invitada por el diseñador de moda británico Nasir Mazhar para modelar en la Semana de la Moda de Londres y en el debut del diseñador Jeremy Scott para Moschino en la Semana de la Moda de Milán. Teniendo en cuenta sus experiencias en las pasarelas, Mizuhara fue elegida para abrir y cerrar el evento de otoño/invierno de Show of Sretsis, una línea de ropa tailandesa, durante la Semana de la moda Mercedes-Benz en Tokio. También ha participado en la primera colección de Nicola Formichetti para Diesel en Venecia, Italia.
Además de sus experiencias en pasarelas, Mizuhara ha aparecido en numerosas portadas de revistas y artículos no solo en Japón, sino también a lo largo de Asia y Europa. Ha aparecido en importantes editoriales de Vogue para Vogue Japan, Vogue China, Vogue Taiwán, Vogue Italia, la Vogue estadounidense, Vogue Girl Japan y L'Uomo Vogue. También ha aparecido en portadas para Nylon, Numero, Vivi, Seventeen, Grazia, GQ, Elle, Harper's Bazaar, L'Officiel, MAQUIA, GISELe, V Magazine, Another Magazine, Dazed & Confused, Cosmopolitan, Dedicate Magazine y Jalouse Magazine, entre otras. Al ser una de las modelos más codiciadas en su país, ha filmado anuncios a nivel local e internacional que la hicieron conocer por grandes artistas de la moda como Karl Lagerfeld, Marc Jacobs, Michael Kors y Anna Dello Russo. Mizuhara también ha filmado campañas para Diesel, Phillip Lim, Vivienne Tam, Reebok, Kitsuné, Tiffany & Co. y Shiseido. También ha sido nombrada embajadora de CHANEL para recibir invitaciones VIP y de primera fila para la semana de la moda y todos los demás eventos de la marca. En 2012, Mizuhara fue fotografiada por el propio Karl Lagerfeld para la campaña The Little Black Jacket de Chanel. Mizuhara protagonizó la campaña publicitaria Marc Jacobs Eyewear de 2017.

## Filmografía

### Películas
- Tokio blues (2010), Midori
- Helter Skelter (2012)
- I'm Flash! (2012)
- Yae no Sakura (2013)
- Platina Data (2013)
- Trick The Movie: Last Stage (2014)
- Shingeki no Kyojin (2015), Mikasa Ackerman
- Attack on Titan: End of the World (2015), Mikasa Ackerman
- Kōdai-ke no Hitobito (2016), Shigeko Kōdai
- Nobunaga Concerto (2016), Oichi
- Okuda Tamio ni Naritai Boy (2017), Akari Amami
- Ride or Die (2021), Rei Nagasawa

### Televisión
- Yae no Sakura (2013), Ōyama Sutematsu
- Shitsuren Chocolatier (2014)
- Nobunaga Concerto (2014)
- Kokoro ga Pokitto ne (2015)
- Kazoku no Katachi (2016)
- Uso no Sensou (2017)
- Queer eye we’re in Japan! (2020)

## Discografía

### Artista invitada
- Towa Tei – "The Burning Plain" de Sunny (2011)
- M-Flo – "No Way" de Neven (2013)
- The Weeknd – "I Feel It Coming ft. Daft Punk" from Starboy (2016)